# NGC 4972
NGC 4972 је лентикуларна галаксија у сазвежђу Змај која се налази на NGC листи објеката дубоког неба.
Деклинација објекта је + 75° 24' 17" а ректасцензија 13h 2m 19,3s. Привидна величина (магнитуда) објекта NGC 4972 износи 13,2 а фотографска магнитуда 14,2. NGC 4972 је још познат и под ознакама NGC 4954, UGC 8157, MCG 13-9-44, CGCG 353-8, IRAS 13009+7540, KAZ 248, CGCG 352-53, PGC 44988.